# Jednostki naukowe Polskiej Akademii Nauk
Jednostki naukowe Polskiej Akademii Nauk – sieć placówek naukowych oraz instytucji wspomagających ich funkcjonowanie, prowadzonych i nadzorowanych przez Polską Akademię Nauk. Podstawową formą placówki naukowej PAN jest instytut naukowy. Oprócz tej formy działalności funkcjonują również centra naukowe, zakłady naukowe, biblioteki oraz placówki doświadczalne. Zasadniczo jednostki naukowe podlegają Wydziałom Akademii. Istnieje również kilka jednostek pozawydziałowych, podległych bezpośrednio Prezydium Akademii.
Struktura jednostek PAN zestawiona została poniżej w formie tabelarycznej.
| Wydział I Nauk Humanistycznych i Społecznych | Wydział II Nauk Biologicznych i Rolniczych | Wydział III Nauk Ścisłych i Nauk o Ziemi |
| --- | --- | --- |
| Instytuty 1. Archeologii i Etnologii 2. Badań Literackich 3. Filozofii i Socjologii 4. Historii im. Tadeusza Manteuffla 5. Historii Nauki im. L. i A. Birkenmajerów 6. Języka Polskiego 7. Kultur Śródziemnomorskich i Orientalnych 8. Nauk Ekonomicznych 9. Nauk Prawnych 10. Psychologii 11. Rozwoju Wsi i Rolnictwa 12. Slawistyki 13. Studiów Politycznych 14. Sztuki Jednostki pomocnicze PAN 1. Archiwum PAN 2. Biblioteka Gdańska 3. Biblioteka Kórnicka | Centra 1. Europejskie Regionalne Centrum Ekohydrologii Instytuty 1. Agrofizyki 2. Biochemii i Biofizyki 3. Biologii Doświadczalnej im. Marcelego Nenckiego 4. Biologii Ssaków 5. Botaniki im. Władysława Szafera 6. Chemii Bioorganicznej 7. Dendrologii 8. Fizjologii i Żywienia Zwierząt im. Jana Kielanowskiego 9. Fizjologii Roślin im. Franciszka Górskiego 10. Genetyki i Hodowli Zwierząt 11. Genetyki Roślin 12. Międzynarodowy Instytut Mechanizmów i Maszyn Molekularnych 13. Muzeum i Instytut Zoologii 14. Ochrony Przyrody 15. Paleobiologii 16. Parazytologii 17. Rozrodu Zwierząt i Badań Żywności 18. Systematyki i Ewolucji Zwierząt 19. Środowiska Rolniczego i Leśnego Jednostki pomocnicze 1. Ogród Botaniczny – Centrum Zachowania Różnorodności Biologicznej 2. Zakład Ichtiobiologii i Gospodarki Rybackiej Zlikwidowane 1. Centrum Badań Ekologicznych 2. Stacja Badawcza Rolnictwa Ekologicznego i Hodowli Zachowawczej Zwierząt 3. Zakład Antropologii 4. Zakład Biologii Antarktyki | Centra 1. Astronomiczne 2. Badań Kosmicznych 3. Badań Molekularnych i Makromolekularnych 4. Fizyki Teoretycznej 5. Materiałów Polimerowych i Węglowych Instytuty 1. Chemii Fizycznej 2. Chemii Organicznej 3. Fizyki 4. Fizyki Jądrowej im. Henryka Niewodniczańskiego 5. Fizyki Molekularnej 6. Geofizyki 7. Katalizy i Fizykochemii Powierzchni im. Jerzego Habera 8. Matematyczny 9. Nauk Geologicznych 10. Niskich Temperatur i Badań Strukturalnych im. Włodzimierza Trzebiatowskiego 11. Oceanologii 12. Wysokich Ciśnień Jednostki pomocnicze 1. Muzeum Ziemi PAN w Warszawie Zlikwidowane 1. Międzynarodowe Laboratorium Silnych Pól Magnetycznych i Niskich Temperatur |

| Wydział IV Nauk Technicznych | Wydział V Nauk Medycznych | Jednostki pozawydziałowe |
| --- | --- | --- |
| Instytuty 1. Badań Systemowych 2. Biocybernetyki i Inżynierii Biomedycznej 3. Budownictwa Wodnego 4. Geografii i Przestrzennego Zagospodarowania im. Stanisława Leszczyckiego 5. Gospodarki Surowcami Mineralnymi i Energią 6. Informatyki Teoretycznej i Stosowanej 7. Inżynierii Chemicznej 8. Maszyn Przepływowych im. Roberta Szewalskiego 9. Mechaniki Górotworu 10. Metalurgii i Inżynierii Materiałowej im. Aleksandra Krupkowskiego 11. Podstaw Informatyki 12. Podstaw Inżynierii Środowiska 13. Podstawowych Problemów Techniki | Instytuty PAN 1. Biologii Medycznej 2. Farmakologii im. Jerzego Maja 3. Genetyki Człowieka 4. Immunologii i Terapii Doświadczalnej im. Ludwika Hirszfelda 5. Medycyny Doświadczalnej i Klinicznej im. Mirosława Mossakowskiego | Centra i instytuty 1. Centrum Laserowych Technologii Metali 2. Międzynarodowy Instytut Biologii Molekularnej i Komórkowej Archiwa, biblioteki, muzea i inne 1. Archiwum Nauki PAN i PAU 2. Biblioteka Naukowa PAU i PAN w Krakowie 3. Zakład Ichtiobiologii i Gospodarki Rybackiej Polskiej Akademii Nauk |

| Stacje naukowe PAN za granicą |
| --- |
| Działające 1. Biuro Promocji Nauki PolSCA 2. Centrum Badań Historycznych Polskiej Akademii Nauk w Berlinie 3. Stacja Naukowa Polskiej Akademii Nauk w Paryżu 4. Stacja Naukowa Polskiej Akademii Nauk w Rzymie 5. Stacja Naukowa Polskiej Akademii Nauk w Wiedniu 6. Stacja Naukowa Polskiej Akademii Nauk w Kijowie Zlikwidowane 1. Stacja Naukowa Polskiej Akademii Nauk w Moskwie |

| Inne jednostki podległe PAN | Inne jednostki podległe PAN |
| --- | --- |
| 1. Dom Pracy Twórczej „Pod Szczytami” w Zakopanem 2. Dom Pracy Twórczej w Juracie 3. Dom Pracy Twórczej w Świnoujściu 4. Dom Pracy Twórczej „Mądralin” w Otwocku 5. Dom Pracy Twórczej w Wierzbie 6. Dom Rencisty im. prof. Orłowskiego w Konstancinie | 1. Dom Zjazdów i Konferencji w Jabłonnie 2. Ośrodek Konferencyjny Instytutu Matematycznego PAN w Będlewie 3. Ośrodek Konferencyjny PAN w Mogilanach 4. Ośrodek Pracy Twórczej Instytutu Budownictwa Wodnego PAN nad Wdzydzami 5. Ośrodek Wypoczynkowy PAN w Szymbarku 6. Warszawska Drukarnia Naukowa |